# 勝瀬光安
勝瀬 光安(かつせ みつやす、1905年(明治38年） - 1993年(平成5年))は武術家。号は景正。水鷗流居合剣法第十四代宗家、正木流福原派鎖鎌術第十一代宗家 。神道無念流剣術、強波流棒術、天神真楊流柔術免許皆伝。全日本居合道連盟範士九段。全日本剣道連盟居合道八段、剣道七段、杖道七段。静岡清水の地で碧雲館道場を開き、水鷗流を伝えた。

## 経歴
明治38年(1905年)、現在の浜松市天竜区春野町にある秋葉山本宮秋葉神社近くの旅館の息子として生まれる。
少年時代、旅館にしばしば長逗留する修行僧水間半兵衛に武の才能を見出され、水間から水鷗流を学ぶ。
大正14年(1925年)、浜松商業学校を卒業し木材を扱う会社に就職、木材の取引で東京の木場に出掛ける機会が多くなり、その足で演武大会や中山博道の「有信館」に出向き、様々な武道家と交流を持った。
昭和5年(1930年)、十三代水間半兵衛は光安に免許皆伝の證を手渡し(この書では水間は第七世となっている)、正式に水鷗流居合剣法宗家を相続した。その證には「證　水鷗流居合術・杖術　貴殿当流組太刀多年修練ニ依リ今之免許候也　右当流相伝之證依而如件　昭和五年　水鷗流第七世水間半兵衛景次　勝瀬光安殿」と記されていた。そしてその年、光安は静岡県静岡市清水に「碧雲館」道場を開き水鷗流を教授し始める。碧雲館を開いて数年後の或る日、稽古が終わると、水間が突然全ての巻物や花印を光安に託し、満州に旅立つと言って碧雲館を去った。その後の水間の消息は不明である。
昭和16年(1941年)、子供が誕生する。名を、中山博道の息子である中山善道の「善」と、光安の「光」をとって「善光」と名付けた。
昭和20年(1945年)、GHQの剣道禁止による日本武道界暗黒時代では、光安は仏教や神道を研究し、水間半兵衛の遺品である巻物の解読を進めた。そして2、3年後、自らGHQに出向き「剣道は武器を使う訓練ではなく、精神を鍛える修行だ」と掛け合い、稽古を復活させた。
昭和25年(1950年)の静岡県撓競技連盟設立のために働き、理事長に就任。やがて静岡県剣道連盟ができると理事長に就任した。
昭和29年(1954年)5月、全日本居合道連盟が結成、翌年第一回居合道大会では審査委員として参加、その後全日本居合道連盟刀法制定委員としても参加し、型の一本に水鷗流の技が採用されている(実際には少々変更が加えられている)。
晩年、胃の病が悪化し通院が多くなったため、昭和57年(1982年)宗家を引退し、息子善光に碧雲館を譲った。
平成5年(1993年)9月、死去。享年88歳。

## エピソード
- 「碧雲館」と命名したのは昭和の剣聖中山博道であり、現在でも入口に中山博道直筆の 「碧雲館」と書かれた書が掲げられている。中山博道は元々「大和館」と命名したが、後に別な道場にその名前を付けていたことを思い出し「碧雲館」と自ら改めたという。

- 各地の武道家から水鷗流以外の様々な流派を学び、神道無念流剣術、強波流棒術、天神真楊流柔術は免許皆伝の実力であった。

- 水鷗流は元々無名に近い一地方流派であったが、劇画子連れ狼の主人公、拝一刀の流儀として有名になった。そのため、売名行為と思われる事もあり、光安自身、初めはこの人気をあまり快く思っていなかったようである。(尚、水鷗流という流派名の一致は偶然である)。後に、原作者の小池一夫や、拝一刀を演じた若山富三郎、萬屋錦之介が水鷗流を学びに来たという(劇画に登場する流儀の内容は一部を除き全て創作である)。

- 史学などにも精通しており、清水市文化財専門委員でもあった。